# Crawford Long
Crawford Williamson Long (Danielsville, 1º novembre 1815 – Athens, 16 giugno 1878) è stato un medico e farmacista statunitense.

## Biografia
Si laureò in medicina nel 1839 presso l'Università di Pennsylvania. Fu il primo ad usare l'etere come anestetico nel corso di un intervento chirurgico.
Avendo avuto modo di constatare che l'etere aveva alcuni effetti sull'organismo pensò di sfruttarli in campo chirurgico per evitare che i pazienti avvertissero dolore.
Il 30 marzo 1842 Long adoperò l'etere per asportare un tumore del collo di tal James M. Venable. Ad un paziente atterrito dalla semplice idea dell'intervento furono fatti inalare i vapori di etere e fu un Venable stupefatto quello che osservò il tumore che gli era stato asportato senza che se ne accorgesse! Il prezzo dell'intervento con anestesia fu di 2 dollari.
L'uso dell'etere fu esteso da Long ad altri interventi come le amputazioni ed il parto con grande successo ma egli non ritenne di pubblicare i risultati dei suoi studi. Lo avrebbe fatto soltanto nel 1849 quindi tre anni dopo quelli pubblicati da William Green Morton che il 16 ottobre 1846 aveva effettuata la prima anestesia con etere a Boston.
Morì nel 1878 mentre stava assistendo una partoriente invitando coloro che volevano prestargli soccorso a provvedere prima di tutto alla donna ed al neonato.